# Joaquim Molina Urquizu
Joaquim Molina Urquizu (Barcelona, 1966) és llicenciat en Geografia i Història, especialista en l'Edat Moderna, i va completar els seus estudis universitaris a Regne Unit i Alemanya. En l'àmbit professional, compagina la traducció i l'ensenyament d'idiomes i les classes d'Història i Història de l'Art en una escola de Badalona.

## Premis
- Premi Néstor Luján de novel·la històrica en 2014.[1]

## Obra
- La rosa entre els llops, 2014
- Els ulls d'Al·là, 2016
- Tast d'estrelles, 2019
- El Projecte, 2024
- Angelicus, 2024